# Martín Bianchi
Martín Bianchi (* 11. Februar 1981 in Buenos Aires) ist ein ehemaliger argentinischer Skilangläufer.

## Werdegang
Bei den nordischen Skiweltmeisterschaften 2003 im Val di Fiemme belegte Bianchi den 84. Platz über 15 km klassisch. Seine beste Platzierung bei den nordischen Skiweltmeisterschaften 2005 in Oberstdorf war der 77. Rang im Sprint. Bei den Olympischen Winterspielen 2006 in Pragelato erreichte er den 86. Rang über 15 km klassisch.